# Riding with the King
A Riding with the King egy 2000. június 13-án megjelent blues nagylemez a két legendás blues előadótól, B. B. Kingtől, valamint Eric Claptontól. A duett ötlete B. B. King 1997-es Deuces Wild című lemezének felvételei közben fogant meg. A lemez 2001-ben megnyerte a Grammy-díjat klasszikus blues lemez kategóriában. A hagyományos CD formátum mellett kiadták még DVD-A lemezen is.

## Az album dalai
| #   | Cím                               | Szerző(k)                                                      | Hossz |
| --- | --------------------------------- | -------------------------------------------------------------- | ----- |
| 1.  | Riding with the King              | John Hiatt                                                     | 4:23  |
| 2.  | Ten Long Years                    | B. B. King, Jules Taub                                         | 4:40  |
| 3.  | Key to the Highway                | Big Bill Broonzy, Charles Segar                                | 3:39  |
| 4.  | Marry You                         | Doyle Bramhall II, Susannah Melvoin, Craig Ross, Charles Segar | 4:59  |
| 5.  | Three O'Clock Blues               | B. B. King, Jules Taub                                         | 8:36  |
| 6.  | Help the Poor                     | Charles Singleton                                              | 5:06  |
| 7.  | I Wanna Be                        | Doyle Bramhall II, Charlie Sexton                              | 4:45  |
| 8.  | Worried Life Blues                | Big Maceo Merriweather                                         | 4:25  |
| 9.  | Days of Old                       | B. B. King, Jules Taub                                         | 3:00  |
| 10. | When My Heart Beats Like a Hammer | B. B. King, Jules Taub                                         | 7:09  |
| 11. | Hold On! I'm Comin'               | Isaac Hayes, David Porter                                      | 6:20  |
| 12. | Come Rain or Come Shine           | Harold Arlen, Johnny Mercer                                    | 4:11  |

## Közreműködők
- B. B. King - ének, gitár
- Eric Clapton - ének, gitár
- Doyle Bramhall II - gitár, vokál
- Andy Fairweather-Low, Jimmie Vaughan - gitár
- Joe Sample - billentyűs hangszerek
- Tim Carmon - orgona
- Nathan East - basszusgitár
- Steve Gadd - dobfelszerelés
- Paul Waller - programozás, utómunkák
- Susannah Melvoin - vokál
- Wendy Melvoin - vokál